# Борщі (Жмеринський район)
Борщі́ (пол. Barszcze) —  село в Україні, у Барській міській громаді Жмеринського району Вінницької області.

## Історія та видатні особистості
Серед видатних уродженців Борщів - Рудий Василь Михайлович(1939 - 2008) - український письменник, поет, історик, краєзнавець, релігійний філософ. Народився в хліборобській родині. Батько загинув на фронтах Другої світової війни у складі військ червоної армії, дядько тоді ж емігрував до Австралії. Рано розпочав трудову діяльність у колгоспі, потім працював на цілині в Казахстані. Служив у радянському військово-морському флоті на підводному човні. Під час військової служби на вимогу радянських органів був змушений відмовитись від спадщини дядька. Закінчив Київський університет і здобув фах журналіста. Працював кореспондентом та завідуючим відділом районних газет у м.Бар та смт.Тиврів, пізніше -  на державній службі в смт. Тиврів. Творчий доробок налічує понад 20 видань. Автор поетичних добірок "Протистояння", "Життя - як тигр, у смугах розмаїтих". Основна тематика - історичне минуле українського народу та боротьба за державність України. Окремий цикл віршів - сповнені трагізму та зворушливості віршовані присвяти землякам, загиблим у Афганістані. Написав і видав роман "Чортячий санаторій" про події радянської дійсності, збірку оповідань "Жіночі таємниці:радощі і печалі". В історично-краєзнавчих дослідженнях "Тричі розіп'ята Тиврівщина", "Розстріляне Надбужжя" докладно дослідив тематику голодоморів та політичних репресій. Наприкінці життя опублікував духовно-філософський трактат "Містифікація тисячоліть", де виклав власне світобачення в світлі українських дохристиянських вірувань, прийняв наймення Відун Рувит. Нагороджений орденом "За заслуги"(2008).
Під час Другої світової війни німецькі окупанти здійснили в селі важкий воєнний злочин - кинули гранату в погріб, де ховалися від обстрілу мирні мешканці села. Загинули та були тяжко поранені близько 100 осіб. На місці трагедії встановлено пам'ятний хрест. 
12 червня 2020 року, відповідно до Розпорядження Кабінету Міністрів України № 707-р «Про визначення адміністративних центрів та затвердження територій територіальних громад Вінницької області», увійшло до складу Барської міської громади.
19 липня 2020 року, в результаті адміністративно-територіальної реформи та ліквідації Барського району, село увійшло до складу Жмеринського району.

## Пам'ятки
- Зоологічна пам'ятка природи місцевого значення Колонія сірих чапель